# جونگو فوجیموتو
جونگو فوجیموتو (به انگلیسی: Jungo Fujimoto) بازیکن فوتبال اهل ژاپن و عضو تیم ملی فوتبال ژاپن است که در تاریخ ۲۴ مارس ۲۰۰۷ میلادی اولین بازی ملی‌اش را انجام داد. او در ۱۳ بازی ملی حضور داشت و آخرین بازی ملی خود را در تاریخ ۱۵ اوت ۲۰۱۲ میلادی انجام داد. جونگو فوجیموتو در بازی‌های ملی‌اش
۱ گل به ثمر رساند.